# NGC 4490
NGC 4490 المعروف أيضا باسم مجرة الشرنقة . هي مجرة حلزونية ضلعية تقع في كوكبة السلوقيان على بعد يقدر بحوالي 25 مليون سنة ضوئية عن الأرض. تتفاعل مع رفيق أصغر NGC 4485 ونتيجة لذلك هي مجرة انفجار نجمي. NGC 4490 وNGC 4485 تكون زوج مجري مذكور في أطلس المجرات الغريبة بأسم Arp 269. تقع المجرة على بعد 3/4 درجة شمال غرب نجم بيتا السلوقيان (Chara) وقدرها البصري الظاهري 9.8 ويمكن رصدها بمنظار 15x100. والمجرة مذكورة في فهرس هيرشيل 400 للسدم والعناقيد النجمية. وتنتمي لسحابة السلوقيان الثانية .(أنظر أيضا مجموعة السلوقيان المجرية الثانية)
اكتشفت المجرة من قبل ويليام هيرشيل في عام 1788. وقد تم رصد مستعران عظميان في المجرة -(SN 1982F) والمستعر (SN 2008ax) من النوع-2 بذروة لمعان قدرها 16.1.

## صورة

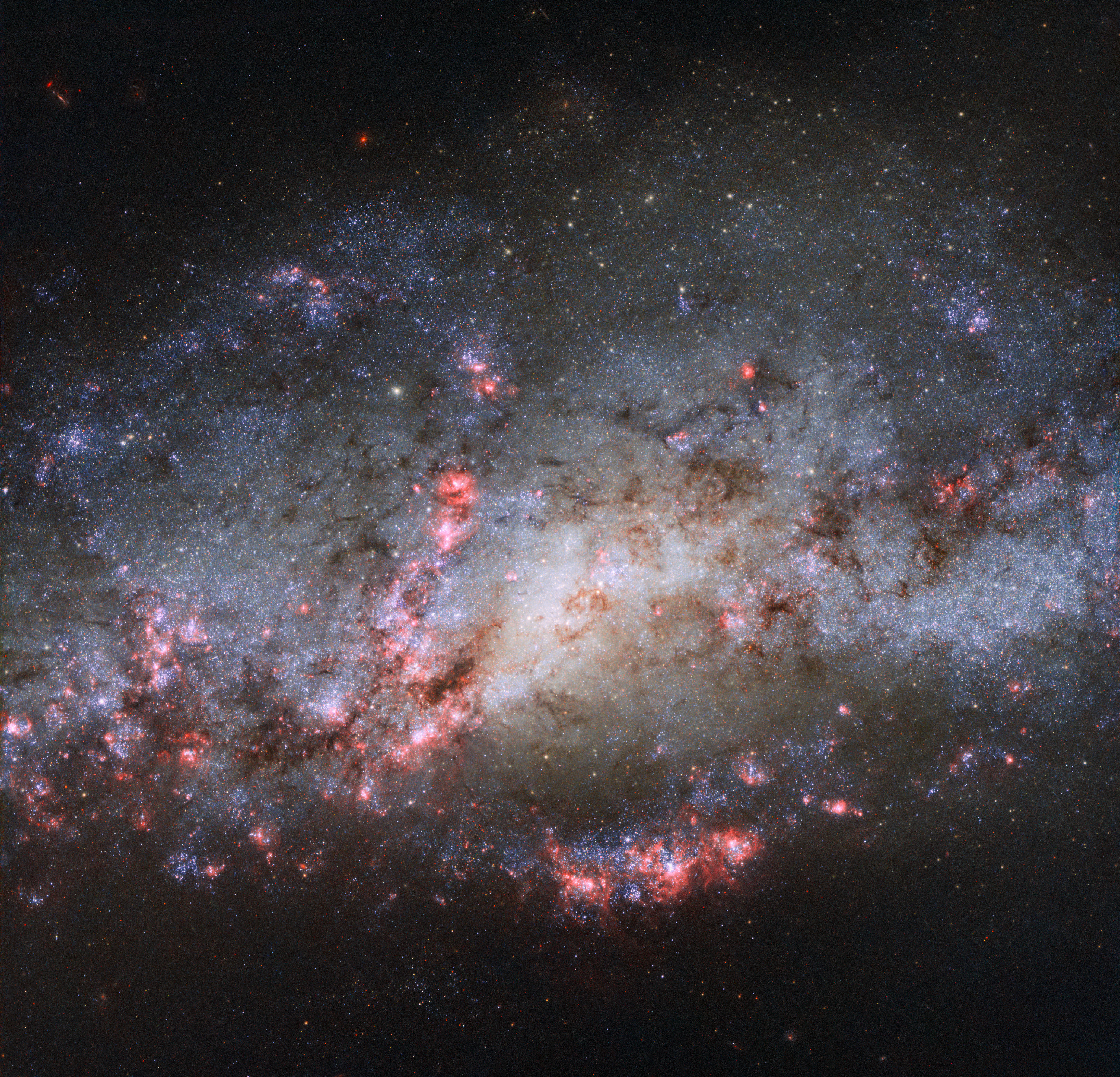
نحتت قوى المد والجزر المجرية شكل وخواصNGC 4490.

## وصلات خارجية
- NGC 4490 على موقع ويكي سكاي: DSS2, SDSS, GALEX, IRAS, Hydrogen α, X-Ray, Astrophoto, Sky Map, Articles and images